# Hyophila microphylla
Hyophila microphylla är en bladmossart som beskrevs av Brotherus och William Walter Watts 1915. Hyophila microphylla ingår i släktet Hyophila och familjen Pottiaceae. Inga underarter finns listade i Catalogue of Life.